# Comuna de Potworów
Potworów (polaco: Gmina Potworów) é uma gminy (comuna) na Polónia, na voivodia de Mazóvia e no condado de Przysuski. A sede do condado é a cidade de Potworów.
De acordo com os censos de 2004, a comuna tem 4302 habitantes, com uma densidade 52,5 hab/km².

## Área
Estende-se por uma área de 81,89 km², incluindo:
- área agricola: 84%
- área florestal: 9%

## Demografia
Dados de 30 de Junho 2004:
|                      | Total   | Total | Mulheres | Mulheres | Homens  | Homens |
| -------------------- | ------- | ----- | -------- | -------- | ------- | ------ |
|                      | pessoas | %     | pessoas  | %        | pessoas | %      |
| População            | 4302    | 100   | 2109     | 49       | 2193    | 51     |
| Densidade (pop./km²) | 52,5    | 100   | 25,8     | 25,8     | 26,8    | 26,8   |

De acordo com dados de 2002, o rendimento médio per capita ascendia a 1362,16 zł.

## Subdivisões
- Dąbrowa Goszczewicka, Długie, Grabowa, Grabowska Wola, Jamki, Kacperków, Kozieniec, Łojków, Marysin, Mokrzec, Potworów, Rdzuchów, Rdzuchów-Kolonia, Rdzów, Sady, Wir.

## Comunas vizinhas
- Klwów, Przysucha, Przytyk, Radzanów, Rusinów, Wyśmierzyce